# 雙子跳棋
雙子跳棋（俄語：Двойные шашки），是俄羅斯跳棋變體，所有棋子皆是王，被跳過的疊棋移除一枚。

## 棋具
- 六十四格國際跳棋。

## 規則
- 疊為二層的棋子皆放在離己方最近三橫行的深色棋格。
- 所有棋子的走法皆同於王。
- 被跳吃的棋子移除一枚移出棋盤。
- 其餘規則同於俄羅斯跳棋[1]。